# Sébastien Nam I-gwan
Pour les articles homonymes, voir Saint Sébastien (homonymie).
Sébastien Nam I-gwan (en coréen 남이관 세바스티아노) est un laïc chrétien coréen, catéchiste, né en 1780 à Chungju dans la province du Chungcheong en Corée, mort le 26 septembre 1839 à Dangkogae près de Séoul.
Reconnu martyr et béatifié en 1925 par Pie XI, il est solennellement canonisé à Séoul par le pape Jean-Paul II le 6 mai 1984 avec les autres martyrs de Corée. 
Saint Sébastien Nam I-gwan est fêté le 26 septembre et le 20 septembre.

## Biographie
Sébastien Nam I-gwan naît en 1780 à Chungju, dans la province du Chungcheong, en Corée. Il est issu d'une famille de la noblesse. Ses parents se convertissent au catholicisme à la fin du XIXe siècle. 
Sa mère meurt quand il est encore jeune. Son père est arrêté en 1801. Il doit ensuite s'exiler, et meurt en exil. Sébastien Nam est âgé d'environ vingt ans à cette époque. Il est lui aussi en exil. 
Il se marie pendant son exil à Danseong, dans la province de Gyeongsang, et épouse Barbara Cho Chung-i. Il n'est pas encore baptisé à ce moment-là et il ne peut réciter que le Notre Père et le Je vous salue Marie. Comme il n'a pas d'enfants, il prend une concubine sans savoir que c'est une faute dans le catholicisme. À 40 ans, à un moment où il est très malade, il reçoit le baptême et laisse partir la concubine. 
Quelques années plus tard, Sébastien Nam peut revenir de son exil et se rend à Uiju avec Paul Chong Hasang et son groupe afin d'amener le père chinois Yu en Corée. Il devient alors l'assistant du père Yu et l'accueille dans sa demeure.
Lorsque la persécution des chrétiens commence, Sébastien Nam, qui est catéchiste, part de Séoul pour la campagne, pour une raison inconnue. Selon des témoins, il est trop connu pour échapper à une arrestation. Il se prépare dans la prière aux épreuves de la prison. Un apostat le repère et signale sa cachette à la police, ce qui conduit un groupe de policiers à l'arrêter : il est arrêté à Icheon, dans la province du Gyeonggi. Le chef de la police le fait torturer et lui demande de renoncer à sa religion, mais Sébastien Nam ne renie pas. Il est torturé et battu au cours de trois interrogatoires successifs.
Condamné à mort, juste avant d'être emmené pour son exécution, Sébastien Nam I-gwan demande à l'un des gardiens de la prison pour femmes de dire à son épouse Barbara Cho Chung-i qu'il ira d'abord et l'attendra au paradis. Il est décapité le 26 septembre 1839 à l'extérieur de Séoul, à la Petite porte de l'Ouest, en compagnie de huit autres catholiques.

## Canonisation
Sébastien Nam I-gwan est reconnu martyr par décret du Saint-Siège le 9 mai 1925 et ainsi proclamée vénérable. Il est béatifié (proclamé bienheureux) le 6 juin suivant par le pape Pie XI.
Il est canonisé (proclamé saint) par le pape Jean-Paul II le 6 mai 1984 à Séoul en même temps que les autres martyrs de Corée. 
Saint Sébastien Nam I-gwan est fêté le 26 septembre, jour anniversaire de sa mort, et le 20 septembre, qui est la date commune de célébration des martyrs de Corée.